# Tidu (Pohjentrek)
Tidu is een bestuurslaag in het regentschap Pasuruan van de provincie Oost-Java, Indonesië. Tidu telt 2083 inwoners (volkstelling 2010).